# Francesco Valentino
Francesco Valentino (Torino, 1º ottobre 1925 – Torino, 22 luglio 1944) è stato un partigiano italiano.

## Biografia
Lavorò come meccanico presso le Ferrovie dello Stato. Dopo l'8 settembre 1943, data in cui venne annunciato l'Armistizio di Cassibile, si aggregò, insieme all'amico Dante Di Nanni, in una delle prime bande partigiane, la banda di Boves, guidata da Ignazio Vian.
Dispersa la formazione a seguito di un vasto attacco delle divisioni tedesche di Joachim Peiper, che effettuarono tra l'altro un eccidio proprio a Boves, tornò a Torino, dove si arruolò nei GAP di Giovanni Pesce.

### L'attacco alla stazione radio
Poco prima dell'alba del 17 maggio 1944, insieme ai compagni Di Nanni e Bravin, Valentino effettuò un attacco ad una stazione radio sulla Stura. Prima di posizionare le cariche esplosive, i tre gappisti disarmarono i nove militi che presidiavano la stazione; uno dei militi, tuttavia, fuggì e diede l'allarme, cosicché i partigiani furono intercettati dai nazifascisti. Nello scontro Bravin e Valentino rimasero feriti e vennero catturati, mentre Di Nanni riuscì a fuggire. Valentino fu dapprima ricoverato sotto sorveglianza (assieme a Bravin) nel pronto soccorso dell'ospedale San Giovanni Vecchio; poco dopo Valentino e Bravin furono spostati nella caserma di via Asti, dove furono torturati per tutta la giornata del 17 e durante la notte fra il 17 e il 18, ma resistettero alle sevizie in modo da dare la possibilità a Di Nanni di sfuggire alla cattura. Solo la mattina del 18, ritenendo che il lasso di tempo fosse stato sufficiente a Di Nanni per mettersi in salvo, uno dei due gappisti (quasi sicuramente Valentino) cedette e rivelò sotto tortura l'indirizzo della base gappista. Il 18 maggio l'appartamento in cui si trovava Di Nanni fu circondato dalla GNR e il partigiano fu ucciso nel corso dell'irruzione.
Solo alla fine di maggio l'organizzazione clandestina del PCI venne a sapere che Bravin e Valentino, fino ad allora creduti morti nella missione di sabotaggio alla stazione radio, erano invece ancora vivi, e che Valentino aveva parlato durante l'interrogatorio, facendo i nomi di Di Nanni e di altri gappisti. Un documento interno riservato, datato 31 maggio 1944, dispone che il nome di Valentino non appaia nei resoconti della missione e che egli «non sia citato quale eroe nazionale». Il fatto che Valentino abbia «svelato cose e uomini del movimento Gap», prosegue il documento, «annulla tutto il suo passato di gappista» e lo fa entrare «nel novero dei traditori».

### Morte
Il 22 luglio 1944, in seguito al ferimento da parte dei GAP dell'ufficiale del "Gruppo Corazzato Leonessa" Tommaso Stabile, scattò la rappresaglia fascista e Valentino fu portato insieme a Vian, nel frattempo anch'esso catturato, Bena e Bricarello in corso Vinzaglio, angolo via Cernaia, a Torino, dove li aspettava il patibolo: Valentino prima di esser giustiziato salutò la folla col pugno chiuso.
 
I nazifascisti, dopo aver rastrellato e costretto con la forza un centinaio di persone ad assistere all'esecuzione, impiccarono i quattro ad un albero. Bravin, il compagno preso con Valentino, fu invece impiccato lo stesso giorno ma in un altro luogo. Secondo un documento del 1945, Valentino «prima della sua impiccagione è l'unico che ha commosso la folla presente, per aver invocato la Sua Mamma prima del supplizio».

## Riconoscimenti
Il presunto "tradimento" di Valentino ai danni dei suoi compagni (in realtà, come si è detto, Valentino cedette dopo ventiquattr'ore di tortura, quando egli riteneva che gli altri gappisti avessero ormai avuto il tempo di mettersi in salvo) fece sì che nei suoi confronti scattasse quello che lo storico Nicola Adduci definisce «il duro ostracismo del partito». Ottenne alcuni limitati riconoscimenti: la XIX Brigata SAP venne intitolata a suo nome, e nel dopoguerra l'amministrazione comunale torinese gli intestò una via periferica nella zona di Mirafiori Nord (nella richiesta al sindaco, datata 12 settembre 1945, la madre di Valentino aveva invece chiesto che gli venisse dedicata una via adiacente alla propria abitazione in via Cimarosa in Barriera di Milano). Tuttavia, commenta Adduci, Valentino rimase «fuori dall'abbraccio che il Pci riserva[va] ai propri eroi»; anche durante l'iter burocratico per il riconoscimento della qualifica di partigiano combattente, la militanza nei GAP non gli venne accreditata ed egli fu menzionato solo come appartenente ad una brigata SAP.
La ricostruzione romanzata dello scontro susseguente all'attacco alla stazione radio, contenuta in Senza tregua di Giovanni Pesce, risulta poco chiara circa la sorte di Valentino: Pesce dà Valentino per ferito e catturato dai nazifascisti, o forse per morto durante il conflitto a fuoco.
Secondo lo storico Santo Peli, fu per pragmatismo di partito che i dirigenti torinesi del PCI raccomandarono «la damnatio memoriae del gappista catturato nell'azione compiuta con Di Nanni, indotto a parlare sotto tortura, benché prima di cedere abbia opposto una strenua resistenza, vana non certo per colpa sua».
Nel luogo dell'impiccagione di Valentino, in corso Vinzaglio, tra gli alberi, a pochi passi da via Cernaia, vi è oggi un cippo commemorativo sul quale sono incise le seguenti parole: «Ai Martiri dell'eterna Libertà - Bena Battista, contadino - Briccarello Felice, commerciante - Valentino Francesco, partigiano, - Vian Ignazio, partigiano - 22-7-1944 - Il Comune».